# 科布罗 (葡萄牙)
科布罗是葡萄牙布拉干萨区的一个堂区。总面积12.37平方公里，总人口242人，人口密度19.6人/平方公里。